# Fat Comeback
A Fat Comeback című album a francia Alliance Ethnik hiphopcsapat 1999-ben megjelent második stúdióalbuma, melyen több előadó is közreműködött.
Az albumról 4 dal jelent meg kislemezen, melyből az utolsó Star Track címűt white label címkés vinyl lemezen jelentettek meg.

## Megjelenések
CD  Európa Delabel – 7243 8467032 0
1. Intro	1:34
2. Fat Comeback	3:48
3. A La Poursuite Du Billet Vert	4:56
4. Tu Sais Quoi	4:50
5. Darwa Interlude	0:35
6. Creil City	4:25
7. Jam	4:52
8. Quand L'Inspecteur S'Emmêle (Interlude)	0:24
9. Represente	4:11
10. Wake Up	3:47
11. Arrache Le Mike	4:11
12. Je Ne Regrette Rien	3:34
13. La Parole Est À La Défonce (Interlude)	1:22
14. No Limites	3:04
15. Scratch Action Heroes	1:56
16. Star Track	4:45
17. 5 Heures Du Mat'	4:50
18. Epoque Scolaire (Interlude)	1:29
19. Un Enfant Doit Vivre	5:05
20. Outro	1:34

## Közreműködő előadók
- Gad Elmaleh (track A1)
- Biz Markie (track A2)
- Vinia Mojica (track A2, D2)
- Gad Elmaleh (track B1)
- Djamel (track B1)
- Common (track B3)
- Rahzel (track B3)
- Médár "MVP" (track C2)
- Yacine (track C2)
- DJ Mouss (track C6)
- DJ Pone (track C6)
- De La Soul (track D1)
- Youssou N'Dour (track D4)

### Slágerlista
| Év   | Cím          | Slágerlista | Slágerlista | Slágerlista | Díjak, jelölések (FR) |
| Év   | Cím          | FR          | BEL (WA)    | SWI         | Díjak, jelölések (FR) |
| ---- | ------------ | ----------- | ----------- | ----------- | --------------------- |
| 1999 | Fat Comeback | 25          | —           | 37          | —                     |